# Ensifera
Ensifera je suborder je podred insekata koji uključuje različite vrste cvrčaka i njihove saveznike, uključujući: prave cvrčake, kamilske cvrčke, žbunske cvrčke ili katidide, grigove, vete i kulula čudovišta. Ovaj i podred Caelifera (skakavci i njihovi saveznici) čine red Orthoptera. Veruje se da je Ensifera starija grupa od Caelifera, i da vodi poreklo iz periodu karbona, do rascepa koji se dogodio na kraju permskog perioda. Za razliku od Caelifera, Ensifera sadrži brojne članove koji su delimično mesožderi, hraneći se drugim insektima, kao i biljkama.
Ensifer je latinski za „nosač mača”, a odnosi se na tipično izduženi jajonosnik ženki nalik na sečivo.

## Spoljašnje veze
- The Orthopterists' Society